# Torciîn, Luțk
Torciîn (în ucraineană Торчин, poloneză Torczyn) este o așezare de tip urban din raionul Luțk, regiunea Volînia, Ucraina. În afara localității principale, nu cuprinde și alte sate.

## Demografie
Componența lingvistică a așezării de tip urban Torciîn
     Ucraineană (98,82%)
     Alte limbi (1,02%)
Conform recensământului din 2001, majoritatea populației așezării de tip urban Torciîn era vorbitoare de ucraineană (98,82%), existând în minoritate și vorbitori de alte limbi.